# Gan nhiễm mỡ
Gan nhiễm mỡ còn gọi là thoái hóa mỡ gan. Đó là tình trạng lượng mỡ tích tụ trong gan > 5% trọng lượng gan. Triệu chứng thường thấy là chứng gan to kín đáo, gia tăng vừa phải các men chuyển hóa và phosphatase kiềm và hầu hết là không nguy hiểm.

## Triệu chứng
Người bị gan nhiễm mỡ hầu như không có triệu chứng gì. Chỉ có một vài bệnh nhân cảm thấy hơi mệt mỏi và suy nhược, hoặc có cảm giác hơi tưng tức ở vùng dưới sườn bên phải. Do vậy, bệnh thường được phát hiện một cách tình cờ sau một xét nghiệm máu thường quy (thấy men gan tăng) hoặc sau khi được siêu âm. Vì vậy, để phát hiện sớm, nên siêu âm tầm soát bệnh 3 tháng/lần.
Những trường hợp gan nhiễm mỡ không kèm viêm gan thường có một giai đoạn lâm sàng lành tính 10–15 năm. Còn ở những người có kèm viêm gan, có đến 25% sẽ tiến triển đến xơ gan trong cùng thời gian đó.
Các triệu chứng cảnh báo là chán ăn, ăn không ngon; mệt mỏi kéo dài và buồn nôn, đầy bụng.

## Nguyên nhân

### Mạn tính
- Nghiện rượu
- Bệnh béo phì (viêm gan nhiễm mỡ)
- Bệnh tiểu đường
- Tăng lipid máu
- Phẫu thuật nối hồi-hổng tràng
- Thiếu hụt dinh dưỡng protein-năng lượng
- Nuôi ăn qua đường tĩnh mạch
- Những rối loạn di truyền về oxy hóa acid béo ở ty lạp thể
- Các bệnh gan khác(viêm gan C mãn tính, bệnh Wilson)
- Bệnh hệ thống (viêm ruột, hội chứng suy giảm miễn dịch mắc phải-AIDS)

### Cấp tính
- Gan nhiễm mỡ trong thai kỳ
- Hội chứng Reye
- Bệnh ói mửa Jamaican
- Các chất độc dạng hợp chất (carbon tetrachloride, trichloroethylene, phosphorus, fialuridine)
- Thuốc (tetracycline, valproic acid, amiodarone, glucocorticoids và tamoxifen)

## Chẩn đoán
| \| \| \| \| \| \| \| Men gan tăng cao \| \| \| \| \| \| \| \| \| \| \| \| \| \| \| \| \| \| \| \| \| \| \| \| \| \| \| \| \| \| \| \| \| \| \| \| \| \| \| \| \| \| \| \| \| \| \| \| \| \| \| \| \| \| \| \| \| \| \| \| \| \| \| \| \| \| Huyết thanh để loại virus gây viên gan \| \| \| \| \| \| \| \| \| \| \| \| \| \| \| \| \| \| \| \| \| \| \| \| \| \| \| \| \| \| \| \| \| \| \| \| \| \| \| \| \| \| \| \| \| \| \| \| \| \| \| \| \| \| \| \| \| \| \| \| \| \| \| \| \| \| Nghiên cứu ảnh về sự xâm nhập của mỡ \| \| \| \| \| \| \| \| \| \| \| \| \| \| \| \| \| \| \| \| \| \| \| \| \| \| \| \| \| \| \| \| \| \| \| \| \| \| \| \| \| \| \| \| \| \| \| \| \| \| \| \| \| \| \| \| \| \| \| \| \| \| \| \| \| \| Đánh giá ảnh hưởng của rượu \| \| \| \| \| \| \| \| \| \| \| \| \| \| \| \| \| \| \| \| \| \| \| \| \| \| \| \| \| \| \| \| \| \| \| \| \| \| \| \| \| \| \| \| \| \| \| \| \| \| \| \| \| \| \| \| \| \| \| \| \| \| \| \| \| \| \| \| \| \| \| \| \| \| \| \| \| \| \| \| \| \| \| \| \| \| \| \| \| \| \| \| \| \| \| Uống ít hơn 2 cốc rượu/ngày \| Uống ít hơn 2 cốc rượu/ngày \| Uống ít hơn 2 cốc rượu/ngày \| Uống ít hơn 2 cốc rượu/ngày \| Uống ít hơn 2 cốc rượu/ngày \| Uống ít hơn 2 cốc rượu/ngày \| \| \| Hơn 2 cốc rượu/ngày \| Hơn 2 cốc rượu/ngày \| Hơn 2 cốc rượu/ngày \| Hơn 2 cốc rượu/ngày \| Hơn 2 cốc rượu/ngày \| Hơn 2 cốc rượu/ngày \| \| \| \| \| \| \| \| \| \| \| \| \| \| \| \| \| \| \| \| Uống ít hơn 2 cốc rượu/ngày \| Uống ít hơn 2 cốc rượu/ngày \| Uống ít hơn 2 cốc rượu/ngày \| Uống ít hơn 2 cốc rượu/ngày \| Uống ít hơn 2 cốc rượu/ngày \| Uống ít hơn 2 cốc rượu/ngày \| \| \| Hơn 2 cốc rượu/ngày \| Hơn 2 cốc rượu/ngày \| Hơn 2 cốc rượu/ngày \| Hơn 2 cốc rượu/ngày \| Hơn 2 cốc rượu/ngày \| Hơn 2 cốc rượu/ngày \| \| \| \| \| \| \| \| \| \| \| \| \| \| \| \| \| \| \| \| có thể là bệnh gan nhiễm mỡ không liên quan đến rượu \| có thể là bệnh gan nhiễm mỡ không liên quan đến rượu \| có thể là bệnh gan nhiễm mỡ không liên quan đến rượu \| có thể là bệnh gan nhiễm mỡ không liên quan đến rượu \| có thể là bệnh gan nhiễm mỡ không liên quan đến rượu \| có thể là bệnh gan nhiễm mỡ không liên quan đến rượu \| \| \| Có thể là bệnh gan nhiễm mỡ do rượu \| Có thể là bệnh gan nhiễm mỡ do rượu \| Có thể là bệnh gan nhiễm mỡ do rượu \| Có thể là bệnh gan nhiễm mỡ do rượu \| Có thể là bệnh gan nhiễm mỡ do rượu \| Có thể là bệnh gan nhiễm mỡ do rượu \| \| \| \| \| \| \| \| \| \| \| \| \| \| \| \| \| |  |                                                      |                                                      |                                                      |                                                      |                                                      |                                                      |  |  |                                     |                                     |                                     |                                     |                                     |                                     |  |  |  |  |  |  |  |  |  |  |  |  |  |  |  |  |
| ‡ Tiêu chuẩn đối với bệnh gan nhiễm mỡ không liên quan đến rượu: dùng ít hơn 20g ethanol/ngày đối với phụ nữ và 30g/ngày đối với nam |  |                                                      |                                                      |                                                      |                                                      |                                                      |                                                      |  |  |                                     |                                     |                                     |                                     |                                     |                                     |  |  |  |  |  |  |  |  |  |  |  |  |  |  |  |  |
| |  |                                                      |                                                      |                                                      |                                                      | Men gan tăng cao                                     |                                                      |  |  |                                     |                                     |                                     |                                     |                                     |                                     |  |  |  |  |  |  |  |  |  |  |  |  |  |  |  |  |
| |  |                                                      |                                                      |                                                      |                                                      |                                                      |                                                      |  |  |                                     |                                     |                                     |                                     |                                     |                                     |  |  |  |  |  |  |  |  |  |  |  |  |  |  |  |  |
| |  |                                                      |                                                      |                                                      |                                                      | Huyết thanh để loại virus gây viên gan               |                                                      |  |  |                                     |                                     |                                     |                                     |                                     |                                     |  |  |  |  |  |  |  |  |  |  |  |  |  |  |  |  |
| |  |                                                      |                                                      |                                                      |                                                      |                                                      |                                                      |  |  |                                     |                                     |                                     |                                     |                                     |                                     |  |  |  |  |  |  |  |  |  |  |  |  |  |  |  |  |
| |  |                                                      |                                                      |                                                      |                                                      | Nghiên cứu ảnh về sự xâm nhập của mỡ                 |                                                      |  |  |                                     |                                     |                                     |                                     |                                     |                                     |  |  |  |  |  |  |  |  |  |  |  |  |  |  |  |  |
| |  |                                                      |                                                      |                                                      |                                                      |                                                      |                                                      |  |  |                                     |                                     |                                     |                                     |                                     |                                     |  |  |  |  |  |  |  |  |  |  |  |  |  |  |  |  |
| |  |                                                      |                                                      |                                                      |                                                      | Đánh giá ảnh hưởng của rượu                          |                                                      |  |  |                                     |                                     |                                     |                                     |                                     |                                     |  |  |  |  |  |  |  |  |  |  |  |  |  |  |  |  |
| |  |                                                      |                                                      |                                                      |                                                      |                                                      |                                                      |  |  |                                     |                                     |                                     |                                     |                                     |                                     |  |  |  |  |  |  |  |  |  |  |  |  |  |  |  |  |
| |  |                                                      |                                                      |                                                      |                                                      |                                                      |                                                      |  |  |                                     |                                     |                                     |                                     |                                     |                                     |  |  |  |  |  |  |  |  |  |  |  |  |  |  |  |  |
| |  | Uống ít hơn 2 cốc rượu/ngày                          | Uống ít hơn 2 cốc rượu/ngày                          | Uống ít hơn 2 cốc rượu/ngày                          | Uống ít hơn 2 cốc rượu/ngày                          | Uống ít hơn 2 cốc rượu/ngày                          | Uống ít hơn 2 cốc rượu/ngày                          |  |  | Hơn 2 cốc rượu/ngày                 | Hơn 2 cốc rượu/ngày                 | Hơn 2 cốc rượu/ngày                 | Hơn 2 cốc rượu/ngày                 | Hơn 2 cốc rượu/ngày                 | Hơn 2 cốc rượu/ngày                 |  |  |  |  |  |  |  |  |  |  |  |  |  |  |  |  |
| |  | Uống ít hơn 2 cốc rượu/ngày                          | Uống ít hơn 2 cốc rượu/ngày                          | Uống ít hơn 2 cốc rượu/ngày                          | Uống ít hơn 2 cốc rượu/ngày                          | Uống ít hơn 2 cốc rượu/ngày                          | Uống ít hơn 2 cốc rượu/ngày                          |  |  | Hơn 2 cốc rượu/ngày                 | Hơn 2 cốc rượu/ngày                 | Hơn 2 cốc rượu/ngày                 | Hơn 2 cốc rượu/ngày                 | Hơn 2 cốc rượu/ngày                 | Hơn 2 cốc rượu/ngày                 |  |  |  |  |  |  |  |  |  |  |  |  |  |  |  |  |
| |  | có thể là bệnh gan nhiễm mỡ không liên quan đến rượu | có thể là bệnh gan nhiễm mỡ không liên quan đến rượu | có thể là bệnh gan nhiễm mỡ không liên quan đến rượu | có thể là bệnh gan nhiễm mỡ không liên quan đến rượu | có thể là bệnh gan nhiễm mỡ không liên quan đến rượu | có thể là bệnh gan nhiễm mỡ không liên quan đến rượu |  |  | Có thể là bệnh gan nhiễm mỡ do rượu | Có thể là bệnh gan nhiễm mỡ do rượu | Có thể là bệnh gan nhiễm mỡ do rượu | Có thể là bệnh gan nhiễm mỡ do rượu | Có thể là bệnh gan nhiễm mỡ do rượu | Có thể là bệnh gan nhiễm mỡ do rượu |  |  |  |  |  |  |  |  |  |  |  |  |  |  |  |  |